# 松永K三蔵
松永K三蔵（まつなが けー さんぞう、1980年〈昭和55年〉 - ）は、日本の小説家。

## 人物・経歴
茨城県水戸市生まれ。関西学院大学文学部卒業。2021年5月現在、会社員。
2021年に「カメオ」で第64回群像新人文学賞優秀作を受賞しデビュー。「不条理な可笑しみに彩られたデビュー作」と評される。
2024年、「バリ山行」で第171回芥川龍之介賞受賞。

## 作品リスト

### 単行本
- 『バリ山行』（講談社、2024年7月）
  - 初出:『群像』2024年3月号
- 『カメオ』（講談社、2024年12月）
  - 初出:『群像』2021年7月号

### アンソロジー収録
- 「押せども、ひけども、うごかぬ扉」（『ベスト・エッセイ2025』日本文藝家協会編、光村図書出版、2025年8月）収録
  - 初出:『文學界』2024年8月号

### 単行本未収録作品
エッセイ・書評
- 「文学のトゲ」 - 『群像』2023年6月号
- 「文一の本棚 道籏泰三編『昭和期デカダン短篇集』」 - 『群像』2023年10月号
- 「わたしの街の谷崎潤一郎」 - 「中央公論.jp」2023年12月14日更新[7]
- 「私は道になりたい」 - 『新潮』2024年8月号
- 「妹よ」 - 『文學界』2024年9月号
- 「“野放図”の山行、探検家の誠実」（角幡唯介『地図なき山 日高山脈49日漂泊行』書評）[8] - 『波』2024年12月号
- 「本の名刺 カメオ」 - 『群像』2025年1月号
- 「日日是好日」 - 『すばる』2025年1月号 - 3月号